# Bergwald-Laufkäfer

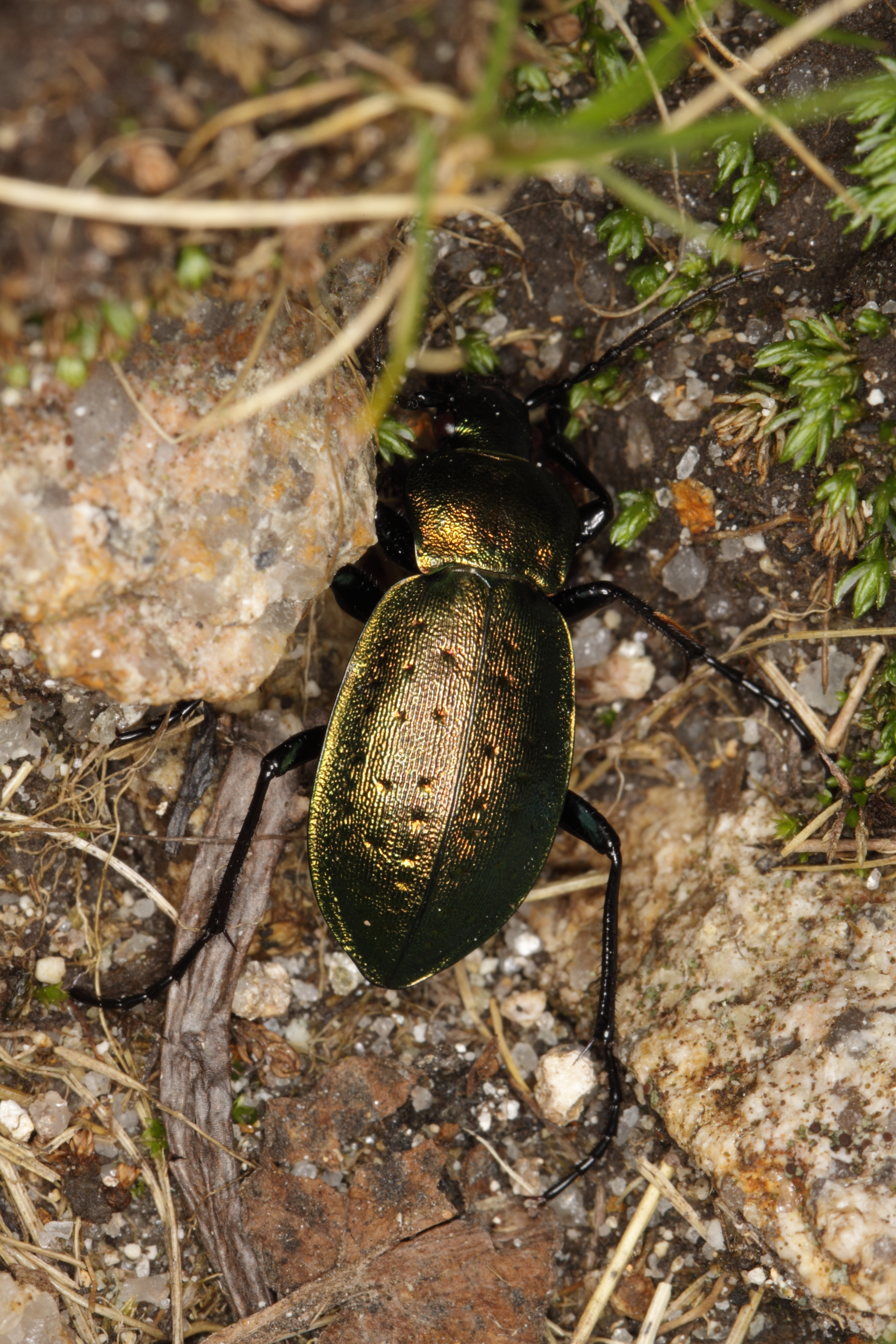
Ein Männchen aus der Hohen Tatra in der Slowakei

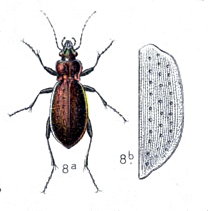
Eine Zeichnung von Edmund Reitter

Der Bergwald-Laufkäfer (Carabus sylvestris), auch Robuster Bergwaldlaufkäfer genannt, ist eine Art der Laufkäfer. Er lebt in Mittel- und Hochgebirgen im zentralen Europa.

## Merkmale
Die Körperlänge beträgt 16–29 mm. In der Färbung ist der Käfer recht variabel, sie reicht von metallisch-grün über kupfern bis zu schwärzlichen Tönen. Die Halsschildhinterecken reichen nur wenig hinter die Basis, die Halsschildscheibe ist rau. Der Penis ist zum Ende hin nicht oder kaum verjüngt.

### Ähnliche Arten
Die Art ist Carabus linnaei ziemlich ähnlich, die beiden Arten bilden zusammen die Untergattung Orinocarabus. Auch C. linnaei wird manchmal als Bergwald-Laufkäfer bezeichnet. Bei ihm ist der Halsschild schmaler und vor der Basis deutlich herzförmig geschwungen und der Körper ist flacher.
Ebenfalls sehr ähnlich ist Carabus carinthiacus, der Kärntner Laufkäfer. Bei ihm ist die Flügeldeckenskulptur verworrener, die sekundären und tertiären Streifen vielfach unterbrochen und seitlich miteinander verfließend oder in unregelmäßige Körnchen aufgelöst. Bei C. sylvestris, C. concolor und C. alpestris  verfließen die Streifen seitlich nicht oder nur selten.
Bei Carabus concolor und Carabus alpestris, dem Alpenlaufkäfer, ist der Penis zum Ende hin deutlich verjüngt. Sie sind beide Hochgebirgsarten der Alpen.

## Verbreitung und Lebensraum
Die Art ist von Mittel- bis Osteuropa verbreitet. Sie kommt von den Ardennen im Nordwesten und vom Jura im Südwesten über die Alpen und die Mittelgebirge in Südwest- und Ostdeutschland (z. B. Schwarzwald, Harz, Thüringer Wald, Fichtelgebirge, Erzgebirge, Bayerischer Wald) bis in den Süden Polens im Nordosten und Rumänien im Südosten vor. Bewohnt werden Wälder, bevorzugt Nadelwälder, und alpine Rasen der kollinen bis alpinen Höhenstufe. Es handelt sich um eine typische Gebirgsart. In Deutschland und in den einzelnen Bundesländern mit Vorkommen gilt die Art als ungefährdet.

## Lebensweise
Der Bergwald-Laufkäfer jagt tagsüber nach Beute. Funde gelingen meist von April bis September.

## Taxonomie
Es findet sich in der Literatur manchmal die Schreibweise Carabus silvestris. Synonyme der Art lauten Carabus nivosus Heer, 1837 und Orinocarabus sylvestris.

### Unterarten
Es existieren mehrere Unterarten. Dazu zählen:
- Carabus sylvestris guyicolasi Deuve & Simard, 1976
- Carabus sylvestris haberfelneri Ganglbauer, 1891
- Carabus sylvestris kolbi Breuning, 1927
- Carabus sylvestris nivosus Heer, 1837
- Carabus sylvestris redtenbacheri Géhin, 1876
- Carabus sylvestris sylvestris Panzer, 1793
- Carabus sylvestris transsylvanicus Dejean, 1826